# Пыть-Ях
Пыть-Ях — город в Ханты-Мансийском автономном округе-Югре. Население — 40 180 чел. (2021). Как административно-территориальная единица ХМАО имеет статус города окружного значения. В рамках местного самоуправления образует муниципальное образование город Пыть-Ях со статусом городского округа как единственный населённый пункт в его составе.

## Этимология
Пыть-Ях — хантыйское слово на сургутском (юганском) диалекте.
Ях — люди, община, сообщество, поселение. Сравните: рамид-ях («люди большой протоки») — хантыйское название неркахов; охсар-ях («лисьи люди») — хантыйское название рода пандо; в революционное время ханты называли «красных» и «белых» не иначе, как вырд-ях («красные люди») и нэйви-ях («белые люди»); устаревшее название хантов — «ас-ях» («обские люди»), а их самоназвание — кантых-ях.
Слово «Ях» может иметь также значение «река». В ненецком языке «река» звучит как «яха» (реки Ямала: Морды-яха, Яссовей-яха, Янзор-яха и т. п.). Рамид-ях, скорее всего, значит «большая река», а Охсар-ях — Лисья река. Хантийские роды могли называться по рекам, на которых они были расселёны. Кстати, город Пыть-ях назван по названию реки Пыть-ях, впадающей в этом месте в реку Большой Балык. Рядом есть реки Куть-ях и Сивыс-ях, на берегах которых стоят одноимённые поселения. Вполне логично, что в составных названиях рек часть «ях» означает именно «река» (аналогично с ненецким «яха»), а не «люди, община, поселение». Обычно реки дают названия поселениям, а не наоборот.
Слово «Пыть» имеет двусмысленное значение у народностей, которые проживали ближе к данной местности: 1) по этимологическому словарю И. П. Фролова «пыть» означает «путь»; 2) хантыйское значение слова «пыть» — «логово».
Из вышеперечисленных словообразующих частей выводится целесообразное значение, в котором «Пыть-Ях» раскрывается как «речной путь».

## География
Город располагается на реках Большой Балык и Пыть-Ях, в 208 километрах от Ханты-Мансийска, в 715 километрах от Тюмени. Площадь населённого пункта составляет 80,4 км².
Преобладает континентальный климат. Город Пыть-Ях приравнен к районам Крайнего Севера.

## История
В начале XX века по правую сторону реки Большой Балык недалеко от реки Пытьях стояли юрты Очимкиных. Занимались они промыслом белки по обоим берегам Большого Балыка. Весной «рыбу промышляют в Долматкином полу… Зимой рыбу промышляют по р.Пыть-Ях коцами и добывают до 6 пудов щуки». Кстати, исследователи причисляют к роду Очимкиных хантыйского князя Тонью, который считается мифической личностью и упоминается в преданиях и легендах.
В 1968 году открыто Мамонтовское месторождение нефти, а с 1970 года началась его разработка. Это месторождение считалось вторым после Самотлора по запасам нефти в Западной Сибири.
В 1970 году посёлок представлял собой хаотичное скопление балков и вагончиков с многочисленными деревянными мостками и мостиками через болота, окружавшие Мамонтово. Но и в этих условиях нефтяники из Тюмени, Куйбышева, Казани и Уфы жили, добывали нефть.
2 марта 1980 года строительство посёлков Мамонтово и Пыть-Ях возглавило нефтегазодобывающее предприятие НГДУ «Мамонтовнефть», которым руководил легендарный нефтяник Нуриев Борис Исаевич. Непосредственно само строительство возглавил зам. начальника по кап. строительству НГДУ «Мамонтовнефть» Вашкевич Олег Александрович, который сумел в условиях севера и советской системы обеспечить город как рабочей силой, так и строительными материалами. Большой десант строителей прибыл из Магнитогорска. Именно Магнитка составляла костяк СУ-79, который проводил строительные работы. Всего прибыло около 10 тыс. человек. Немалую помощь оказывал руководитель ПО «Юганскнефтегаз» Кузоваткин Роман Иванович.
В марте 1982 года посёлки Мамонтово, Пыть-Ях и Южный Балык были объединёны в один посёлок городского типа — Пыть-Ях.
В 1983 году в посёлке Пыть-Ях открылась первая библиотека — филиал Нефтеюганской централизованной библиотечной системы. Первый библиотекарь — Гришина Ольга Александровна.
6 августа 1990 год посёлку Пыть-Ях Нефтеюганского района был присвоен статус города окружного подчинения.

## Население
| 1989    | 1992    | 1998    | 2001    | 2002    | 2003    | 2005    | 2007    | 2008    | 2009    |
| ------- | ------- | ------- | ------- | ------- | ------- | ------- | ------- | ------- | ------- |
| 17 101  | ↗31 000 | ↗42 500 | ↘42 100 | ↘41 813 | ↘41 800 | ↘41 500 | →41 500 | ↗41 600 | ↘41 397 |
| 2010    | 2011    | 2012    | 2013    | 2014    | 2015    | 2016    | 2017    | 2018    | 2019    |
| ↗41 488 | ↗41 533 | ↘41 125 | ↘40 818 | ↗41 000 | ↗41 005 | ↘40 910 | ↘40 798 | ↘40 294 | ↘39 831 |
| 2020    | 2021    |         |         |         |         |         |         |         |         |
| ↘39 570 | ↗40 180 |         |         |         |         |         |         |         |         |

На 1 января 2025 года по численности населения город находился на 364-м месте из 1124 городов Российской Федерации.
Естественный прирост населения за 2019 год составил 297 человек: родилось 516 детей, зарегистрировано 219 актов о смерти. Миграционная убыль составила 300 человек.
Национальный состав
Ниже приводятся данные о национальном составе города по данным Всероссийской переписи населения 2010 года
| Национальность | Численность (чел.) | Процентное соотношение |
| -------------- | ------------------ | ---------------------- |
| Русские        | 23 140             | 55,78%                 |
| Украинцы       | 3 850              | 9,28%                  |
| Татары         | 3 078              | 7,42%                  |
| Кумыки         | 2073               | 5,00%                  |
| Башкиры        | 1 325              | 3,19%                  |
| Азербайджанцы  | 1 139              | 2,75%                  |
| Чеченцы        | 701                | 1,69%                  |
| Чуваши         | 575                | 1,39%                  |
| Лезгины        | 549                | 1,32%                  |
| Молдаване      | 474                | 1,14%                  |
| Белорусы       | 322                | 0,78%                  |
| Ногайцы        | 305                | 0,74%                  |
| Таджики        | 267                | 0,64%                  |
| Другие         | 1 870              | 4,51%                  |
| Не указали     | 1 820              | 4,39%                  |
| Всего          | 41 488             | 100,00%                |

## Экономика
В городе осуществляют свою деятельность:
- Нефтедобывающее предприятие — ООО РН-Юганскнефтегаз;
- «Южно-Балыкский ГПЗ» — филиал АО «СибурТюменьГаз», основной вид деятельности — переработка попутного нефтяного газа нефтяных месторождений ООО «Роснефть-Юганскнефтегаз»;
- ООО «Борец сервис — Нефтеюганск», основной вид деятельности предприятия — предоставление прочих услуг, связанных с добычей нефти и газа;
- Лесопромышленная компания Пыть-Яхский филиал ОАО РЛК КодаСалымЛес;
- Пыть-Яхское отделение Нефтеюганского филиала ООО РН-Информ;
- Пыть-Яхский филиал ООО РН-Автоматика;
- РИТС-1 ООО Мамонтовский КРС;
- Магазины федеральных сетей: «Магнит», «Пятерочка», «Монетка», «Красное Белое», «Продукты Ермолино», «Светофор», магазины цифровой и бытовой техники «DNS» и «RBT.ru», салоны связи «Евросеть», «Связной», «Мегафон», «Теле2»; «Кари», «Галамарт», «Магнит Косметик», «Sela» и другие.

Средняя заработная плата по итогам 2018 года составила 66 335 рублей.
Сегодня в городе есть всё необходимое для жизни: конно-спортивный клуб, благоустроенное жильё, больница, поликлиники, дома культуры, магазины, школы, детские сады, спортзалы, детская школа искусств, дом творчества, центр реабилитации детей, центр культуры народов Севера, филиал Нефтеюганского индустриального колледжа, пять филиалов центральной библиотечной системы. В 2010 году открыта Пыть-Яхская окружная больница с первым современным ожоговым центром в ХМАО.

## Транспортная система
Железнодорожный транспорт
В 1988 году построено современное здание железнодорожного вокзала Свердловской железной дороги. Пыть-Яхский железнодорожный вокзал является ближайшим ЖД вокзалом для жителей г. Нефтеюганска.
Городской транспорт
Организацию пассажирских перевозок общественным транспортом осуществляет 2 перевозчика — ООО "ЗапСибАвто" и ООО "Русское", количество автобусных маршрутов в городском сообщении — 40 единиц, в том числе 6 специальных маршрутов, ежедневный выход автобусов составляет более 18 единиц. Стоимость проезда — 32 рубля. Список маршрутов:
- 1 «Ж/Д вокзал — Мамонтово (10 микрорайон)»;
- 2 «Ж/Д вокзал — Черёмушки (9 микрорайон)»;
- 3 «Ж/Д вокзал — Окружная больница»;
- 4 «Ж/Д вокзал — ГПЗ (7-й микрорайон)»;
- 5 «ГПЗ (7-й микрорайон) — Мамонтово (10-микрорайон)»;
- 6 «Мамонтово — ЖД Вокзал — 2а микрорайон»;
- 10 «ЖД вокзал — СК Жемчужина — Мамонтово (10 микрорайон)»;
- 18 «Атлант — ЖД вокзал — Дачи (Пучип)», Днём: «ЖД Вокзал — Атлант — Дачи (Гидровец)». Автобус осуществляет перевозки только летом.

## Культура
В городе работает 6 средних школ, 1 прогимназия, 10 детских садов, детско-юношеская спортивная школа.
В городе работают телерадиокомпания и региональная газета.
История музыкального образования в Пыть-Яхе начинается с 1987 года, когда была образована детская музыкальная школа. В 1996 году музыкальная школа была реорганизована и вошла в качестве музыкального отделения в Детскую школу искусств. В 2010 году контингент школы составляет 1100 учащихся, 110 сотрудников, из них 67 — преподаватели.

## Достопримечательности
- краеведческий музей;
- мемориал погибшим воинам.